# 維基解密
维基解密（英語：WikiLeaks），又称维基揭密或維基洩密，是通过公开由匿名来源、内部知情人提供的机密文件和其他媒体资料，使组织、企业、政府在阳光下运作的无国界非营利的互联网媒体。
朱利安·保罗·阿桑奇一般被認為是維基解密的建立者、主編和總監。克里斯汀·赫拉芬森、约瑟夫·法雷尔和莎拉·哈里森是其組織中仅有的几个被公众获知與維基解密有關的其他人員。克里斯汀·赫拉芬森也和阿桑奇，英吉·拉格纳·英加森以及加文·麦克法甸等人同為陽光媒體產品部職員。
这个國際性非營利媒體組織，專門公開來自匿名來源和網路洩露的文件。網站成立於2006年12月，由陽光媒體（The Sunshine Press）運作。在成立一年後，網站宣稱其文檔資料庫成長至逾120萬份。
維基解密發佈了大量被作為頭版新聞報道发布的極其重要的存檔，特別是美國等西方國家的醜聞，早期發佈的文檔包括美國軍隊在阿富汗戰爭中的裝備購置和保養支出，以及其在肯尼亚的腐敗事件等等。2010年4月，维基解密在一個名為「附帶謀殺」（Collateral Murder）的網站上公開了一段2007年7月12日美國軍隊在巴格達空襲時，美軍在巴格達用阿帕契直升機射殺包括數名伊拉克記者在內的無辜平民的視頻。同年7月，维基解密發表阿富汗戰爭日記，內容包含逾76,900份關於阿富汗戰爭文檔，在此之前這些文檔都未曾公開。同年10月，维基解密和主要商業媒體公司合作，又公開了逾400,000份文檔，稱為伊拉克戰爭紀錄。這使得每起在伊拉克，以及跨越伊朗邊界的死亡事件的地点，都可以在地图上找到。2011年4月，維基解密開始公佈與被關押在關塔那摩海灣拘留中心的囚犯有關的779份機密文件。
2010年11月，維基解密與全球傳媒集團合作發佈了帶有部分刪節的數萬份美國外交電報。2011年9月1日，一份維基解密的存檔中的美國國務院外交公報的一個未刪節的加密版本曾被通過BitTorrent公佈數月的消息傳開，並且密钥（似乎是密碼）曾被那些知道如何尋找的人利用。維基解密指責它之前的合作夥伴——《衛報》，以及該報記者David Leigh，他在一本2011年出版的書中洩露了密钥，而衛報則辯解是維基解密把事情做得過大以致於使得密钥的洩露只是時間問題。《鏡報》也報導了一個暗示兩邊都出了錯的更加撲朔迷離的故事。這次事故引發了對於電報門事件可能威脅無辜的擔憂。

## 組織歷史

### 建立

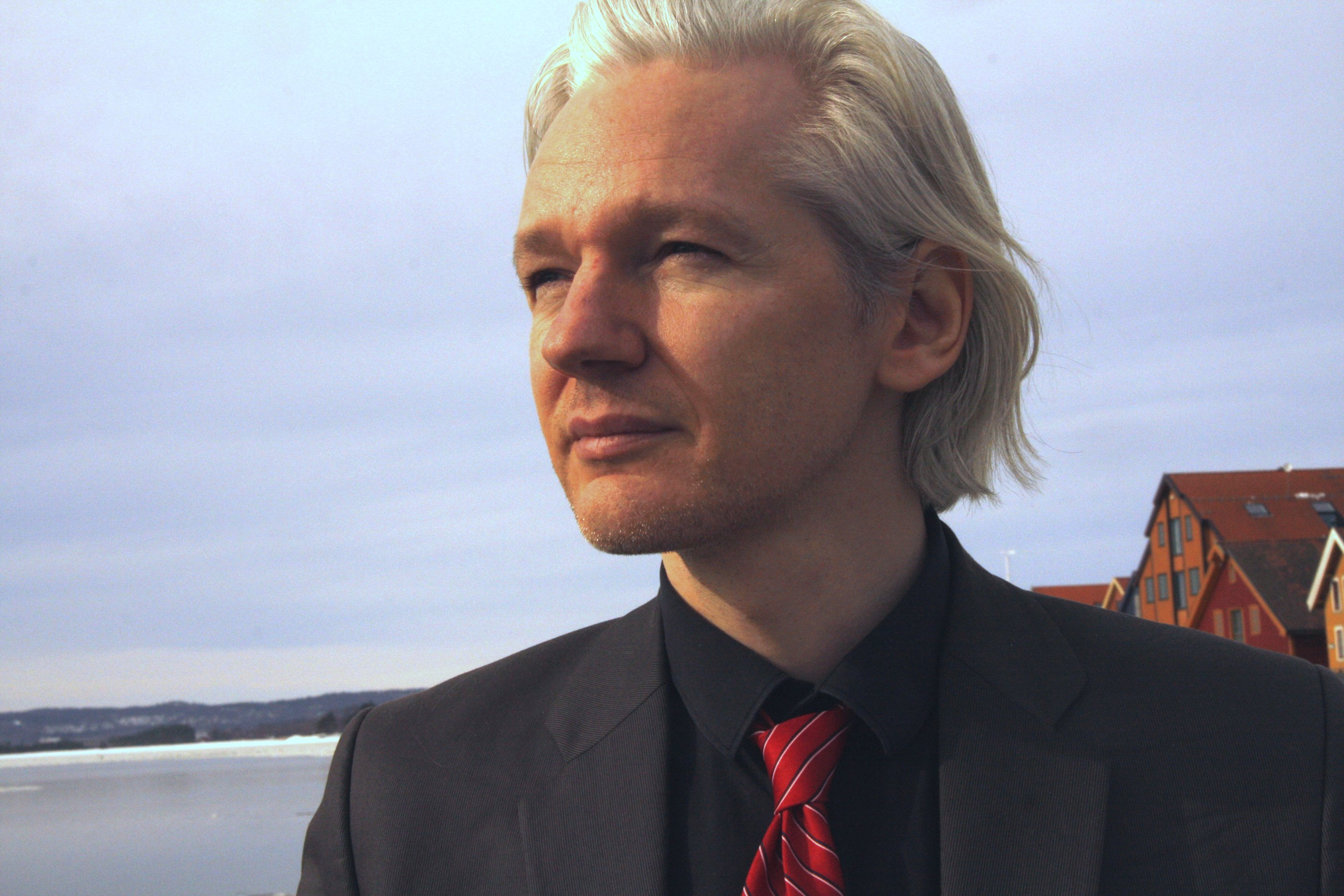
朱利安·阿桑奇是维基解密的早期成员之一，并被普遍认为是该网站的创始人。

維基解密的靈感來自丹尼爾·埃爾斯伯格 (Daniel Ellsberg ) 1971 年發布的五角大樓文件。阿桑奇創建維基解密是為了縮短洩密事件與媒體報道之間的時間。維基解密在丹尼爾馬修斯的幫助下在澳洲成立，其伺服器很快就轉移到瑞典和其他為媒體提供更大法律保護的國家。阿桑奇將維基解密描述為一個激進組織，並表示「方法是透明，目標是正義」。維基解密網站首次上線時就顯示了這句座右銘。
域名 wikileaks.org 注册于2006年10月4日。网站在2006年12月亮相并公布了它的第一份文档。自从2007年1月后，朱利安·保罗·阿桑奇就一直负责着维基解密。按《连线》杂志所述，一个志愿者说阿桑奇曾在私人场合描述自己为“（维基解密）组织的心脏和灵魂，它的建立者、哲学家、发言人、源代码编写者、组织者、财务官等”。包括《紐約客》（2010年6月7日）雜誌在內的多家媒體指出，澳洲籍的網路行動人士朱利安·保罗·阿桑奇是網站的創辦人及主編。维基解密曾宣稱網站是由来自美國、臺灣、中國大陸、歐洲、澳大利亞和南非的政治異見者、記者、數學家以及小型公司的技術人員所創立。截止2009年7月，网站已经有超过 1200 名注册志愿者并有包括阿桑奇在内的 9 人被在公告栏上列作顾问，其中一些人否认与该组织有关。
维基解密在創立時曾為使用者可編輯的網站，但隨後轉型為較傳統的單向发布模式，不再開放使用者評論或編輯。維基百科創辦人之一的吉米·威爾斯表示维基解密並不是一個 Wiki 網站。除了使用“维基解密”这个名字，截止到2010年五月，这个网站從來没有使用过基于维基的技术。雖然维基解密和維基百科的英文名稱Wikipedia中都有「wiki」名詞，中文亦翻譯成「維基」，但兩者之間並無關聯，英文「wiki」並不是一個品牌名稱。Wikia，一个与维基媒体基金会有松散联系的组织，为了“保卫商标”在 2007 年购买了几个与维基解密相似的域名（包括 wikileaks.com 和wikileaks.net）。

### 目标
维基解密的目标是“将重要的新闻和信息带给大众”。
组织的另一个目标是确定告密者和记者未被因为发送敏感或分类文件而审判入狱。“下拉框”（目前无法使用）曾作为一种“新颖、安全和匿名的给信息源向我们的媒体传输机密文件的方式。”
在一次科拜尔报告访谈中，阿桑奇在谈论政府对言论自由的限制时，说道：“它虽不是最终的自由，然而言论自由能够监管政府和法律。这就是为什么在美国宪法中的权利法案说国会无权制定剥夺传媒自由的法律。它把言论自由权放到比法律更高的地方，这些权利优先于法律，因为事实上是这些权利创造了法律。每一部宪法，法律中的每一条都来自于信息的流动。相似地，每一届政府的选出都是人们对世界的理解力所造就的结果。”
这个项目已经制定了与丹尼尔·艾尔斯伯格的在1971年对五角大楼文件泄密事件的比较。在美国，这种泄密可能受到法律保护。美国最高法院已经作出裁决，宪法可对至少活跃在政治领域内的言论者保证其匿名权。作家及记者Whitley Strieber谈及该项计划的益处时指出：“泄露一份政府文件可能意味着入狱，但是刑期可能非常短。然而，在很多地区它就意味着长期的监禁甚至是死亡，比如中国和部分非洲国家以及中东。”
维基解密曾獲得數個獎項，包括2008年的《經濟學人》雜誌「新媒體獎」。维基解密在2008年發表了《肯亞：鮮血的哭泣 - 司法審判之外的殺戮和失蹤》文件，這篇由肯亞國際人權協會所發表之關於肯亞警察濫殺的報導，在2009年6月獲得了國際特赦組織所頒發的英國媒體獎（「新媒體」類別）。在2010年5月，《紐約每日新聞報》將WikiLeaks列為「徹底改變新聞界的網站」中的第一名。

## 網站運作
据2010年一月的采访，维基解密团队由五个职员以及800个临时工作者组成，他们中没有一个人得到报酬。维基解密没有官方总部。

### 主机
维基解密形容自己为“一个对大量来源不明的洩密文件进行审查的系统”。该网址可被多个服务器使用且不同的域名伴随着大量的阻斷服務攻擊，同时它的切断服务来自不同的域名解析系统提供者。
直到2010年8月，维基解密一直使用PRQ的主机，一个提供“高度安全性，零故障的主机服务”的瑞典公司。据说PRQ公司“几乎没有关于其客户的信息，很少进行维护”。维基解密网站托管在以坚持客户匿名著称的瑞典网络服务提供商PRQ.se，这家公司可以承受法律压力和网络攻击。先将文件送到位于比利时的服务器上，再送到位于“另一个法律上较友善的国家”的服务器上，然后这些文件被转存到其他地方后删除。由一批匿名的工程师提供技术维护，整个流程和提交的文件都被加密，并使用经过修改的Tor网络匿名传输，整个系统即使核心成员也无法全部进入。此外，维基解密还在系统中一直传递许多虚假的提交文件，以使真正的文件难以被发现。
2010年8月起，维基解密的主机主要由建在一座核掩体中的Bahnhof公司提供。其他服务器以瑞典服务器为中心分布于全世界。阿桑奇曾说服务器设置在瑞典（及其他国家）“主要是因为这些国家能为这个网站的泄密行为提供法律保护”。他认为瑞典宪法给予了那些信息提供者完全的法律保护。在瑞典，政府对任何类型的报纸的消息来源的问询都是被禁止的。这些法律，以及PRQ的主机，让任何一个政府迫使维基解密下线的行动都变得困难，它们设置了一个能抵御来自任何牢骚者的诉讼的保护伞，保护了维基解密的自由。维基解密在秘密地点维护他们的服务器、删除服务器日志并使用军事级别的加密技术来保护信息源和其它机要信息。”该种服务器组织形式被称为“防弹主机”。
2010年8月17日，一则消息被宣布，瑞典海盗湾将提供并管理多台维基解密的新服务器。海盗湾捐赠了免费的服务器和宽带给维基解密。该机构技术员将保证这些服务器的维护和工作。
在这个放置在旧服务器上的地址变成一个黑客拒绝式服务攻击的目标后，维基解密把其地址移到了亚马逊的服务器上。然而随后不久，该网址在亚马逊服务器上被“废止”。在一份公开声明中，亚马逊说维基解密未遵守它的服务条款。公司进一步解释说，“它们违反了条款的几个部分。比如，我们的服务条款声明‘你显示或授权显示的内容，不能用于支持违法或者可能导致某人或法律实体受到伤害的行为。’显然，维基解密显示了这种内容。”之后维基解密决定安装由法国OVH公司提供的属于维基解密自己的服务器。在受到来自法国政府的批评人士的刁难后，该公司转于寻求两个法院进行针对为维基解密提供服务器案的裁决。当里尔的法院迅速倾向于迫使OVH关闭维基解密网站时，巴黎法院声明他们需要更多的时间来研究高技术议题。
维基解密建立在几个软件包的基础上，包括TorPGPMediaWiki以及Freenet。维基解密积极鼓励通过Tor发送信息，因为它能满足用户强烈的保密需求。
2010年11月4日，阿桑奇告诉瑞士电视台TSR他急需在中立的瑞士寻求政治庇护并建立一个维基解密基金以把各种工作移到这里。按阿桑奇所言，瑞士和冰岛是仅有的几个能让维基解密感到可以安全地工作的国家。

### 域名服务器
维基解密曾经使用EveryDNS的域名解析服务，该域名服务器曾受到DDoS攻击。攻击影响了EveryDNS的服务质量，故而该公司撤除了对维基解密的服务。资深的维基解密支持者通过一次DDoS攻击报复了EveryDNS。此外，由于博客中的错误，一些支持者误将EasyDNS当做EveryDNS，随后数量可观的支持者参与了对EasyDNS的抵制，最终迫使EasyDNS决定提供域名解析服务给维基解密。

### 泄密文件审查
维基解密宣称它从未发布过被错误认定的文件。文件在发布前都经过评估。为了回应公众对于误导或欺诈性泄密的可能性的质疑，维基解密声明误导性泄密“已经被很完美地放在了主流媒体中。维基解密难以再对其进行补充。”FAQ声明：“最简单和最有效的对策是建立一个由能审议和讨论解密文件的获知全部信息的读者和编辑组成的世界性的组织”。
按阿桑奇在2010年的声明，被提交的文件由一个五人讨论组进行审核，五人有各自擅长并司职的领域，比如语言或者编程，如果泄密者的身份未被确认讨论组还会调查泄密者的背景。在这个讨论组中，朱利安·保罗·阿桑奇拥有对文件评估的最终决定权。
维基解密每天接到约30份用户匿名提交的文档，一般他们会先经过顾问和志愿者团队的可信度审核后，以原始的、未经编辑的形式把那些可信的材料贴出来，并附上评论。

### 法律现状

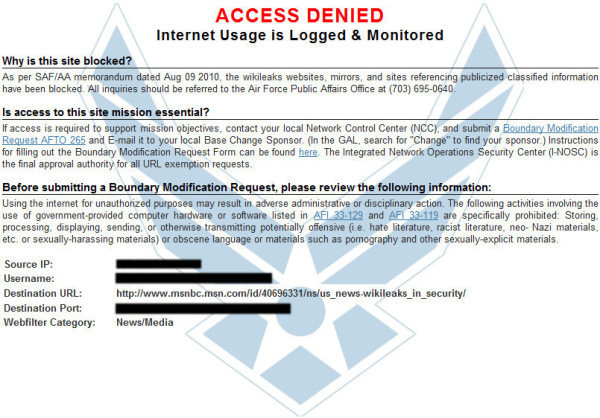
在使用美国空军内部网络访问维基解密的内容时，会被强制切断连接。

#### 法律背景
维基解密的法律地位非常复杂。阿桑奇将维基解密视作一个保护告密者的中间组织。担心被曝光或受到惩罚的告密者可以洩密给维基解密，之后由维基解密帮他们洩密给媒体，这种方式胜过直接告诉媒体。它的服务器遍及欧洲且可以通过任何一个未受到信息审查过滤的网络接口接入。该组织总部位于瑞典，因为这里有全世界最严格的法律来保护这些重要的泄密者信息。维基解密宣布它不会恳求任何泄密信息。然而，阿桑奇曾在在马来西亚举行的Hack In The Box会议上要求一群黑客和安全研究员来帮助自己寻找在“2009泄密最高通缉令”清单上的文件。

#### 面临的犯罪指控
美国司法部在外交电文泄露开始后不久就展开了针对维基解密的调查。司法部长埃里克·霍尔德证实该调查“不是暴力恐吓”，而是“一个积极的，持续的犯罪调查。”《华盛顿邮报》报道，司法部正在酝酿对其提出间谍罪指控，一份前任公诉人的提议指出其困难之处：第一次宪法修正案保护媒体言论自由。数个在最高法院进行判决的案例都表明了宪法支持非法获得信息并发布给公众的人其在获取过程中并没有违反法律的立场。联邦检察院也本打算以买卖国家财产罪控告阿桑奇，但因为外交电文要机密于物理财产，这种方式也面临障碍。任何对阿桑奇的指控都需要将阿桑奇引渡到美国，根据先前的从瑞典进行引渡的案例，这一步总是制造了复杂的司法流程和潜在的时间上的拖延。阿桑奇的一个律师说，另一方面，他们正在力争把阿桑奇引渡到瑞典因为他可能被引渡到美国。阿桑奇的律师马克-斯蒂文斯曾“听说来自瑞典作家的消息在弗吉尼亚州亚历山德里亚有一个高级陪审团”聚集并讨论有关维基解密案件的犯罪指控。
在澳大利亚，当局和联邦警署没有声明维基解密所触犯的法律，但是总理吉拉德曾声明组建维基解密基金会和从外国窃取美国政府的保密文件是非法行为。吉拉德在之后的对其声明的解释中引用了那句“最初美国新兵对资料的盗窃行为的严重性胜过阿桑奇先生”。Spencer Zifcak，一个名为自由维多利亚的澳大利亚公民自由组织的主席，提醒人们，没有控告和完整的审判流程及结果就不能说维基解密是一个非法组织。
当许多政府对阿桑奇发出威胁时，法律专家本-索尔驳斥道，把阿桑奇做为犯罪者或者恐怖分子的全球性的污蔑战争的目标没有任何法律基础。美国宪法权利中心发布了一份声明，在声明中用“多个法律触及不到或者谬误的案例”强调了有关拘捕阿桑奇的危险性。
2022年4月20日，英国政府宣判引渡维基解密创始人阿桑奇至美国，阿桑奇可能会面临175年刑期。同年6月17日，英国内政部正式批此准引渡请求。

### 安全文件
2010年7月29日，维基解密在阿富汗战争日志页面添加了一段1.4GB的安全文件。该文件使用AES加密。同时出现了一种猜测，该文件用以防止对维基解密网站的屏蔽或对朱利安阿桑奇的谋杀或者秘密逮捕，一旦危险发生口令就被公布出来，如同失能开关中的情节。接下来的头几天维基解密开始发布美国外交电文，美国电视广播网CBS预言道“如果任何事情发生在维基解密或者阿桑奇身上，一把钥匙将被公诸于众去打开这份文件。之后这里就再也没有什么能阻止这些信息像夜火一样传播因为如此多的人已经复制了它。”CBS通讯员Declan McCullagh说，“现在最流行的说法是这份安全文件包含了会使得美国政府特别尴尬的信息。”

### 财政
维基解密是一个非盈利组织，很大程度上靠志愿者支持，并独立于公共捐助。它的融资方式包括传统的银行汇款和在线支付系统。年度开支预计已达€200,000，主要用于服务器维护和应付官僚，但是如果只依靠志愿者把现在的工作全部完成的话其支出被曝可能将达到€600,000。
维基解密的律师常常无偿工作，且在一些情况下维基解密还会得到来自媒体的法律援助，比如美联社，洛杉矶时报和国家报纸出版商联合会。维基解密仅有的资金流来自捐助，但是也被认为还有其他的选择，比如拍卖文件早期链接地址。2011年九月，维基解密开始通过在EBay上拍卖项目来募集资金，阿桑奇同时也在Sydney's Festival of Dangerous Ideas上告诉读者这个组织可能将无法维持下去。
融资模式
Wau Holland Foundation帮助对维基解密的募捐活动。2010年7月，该基金会声称维基解密得到的捐款仅仅用于设备的购置维护搬运，以及购置网络带宽上，而不用于支付人员工资。TechEye上的一篇文章这样说：
作为一个在德国法律下负责任的慈善团体，对维基解密的捐助可能由基金会来支持。资金先由第三方保管，在泄密者递交包含一份支付证明的声明后再把钱交给维基解密。该基金会不支付任何种类的薪酬（原文如此）给维基解密员工，该说法被维基解密前德国代表丹尼尔·施密特在国家电视台上证明。
然而，2010年，Wau Holland Foundation声明有四个永久员工，包括阿桑奇在内，已经开始接受工资。
2009年12月，维基解密宣布它正在经历一次财政危机并且关闭了除呈交新材料的一个小窗口以外的所有网站入口。

原始材料的发布变得不再可行，仅仅能够在一些维基解密的非官方镜像网站上继续使用该功能。维基解密在其网站上宣称一旦资金到位这些操作就能重新开始全面进行。维基解密把该行动视作一种打击“去确保每个与此相关的人停止平凡的工作并真正花时间来提高收入”。2010年1月6日该组织开始计划收拢资金，还没到2010年2月3日维基解密就宣布他们的最小募资目标已经达到。
2010年1月22日，PayPal关闭了维基解密募资的账户并冻结了它的资产。维基解密说这在之前就发生过，且“没有明确的原因”。该账户在2010年1月25日重建。2010年5月18日，维基解密宣布它的网站和数据库存档被大批流量堵塞。
2010年7月，维基解密参与争夺来自John S. and James L. Knight Foundation基金超过五十万美元奖金，但是最后没有获得后两场比赛资格。维基解密通过Twitter评论，“维基解密在Knight挑战赛中拥有最高的胜率，被强烈推荐给委员会但最终未得到奖金。谁都明白是怎么一回事。”维基解密说Knight基金会宣称要颁奖给“‘12个将影响新闻未来的团体’-但是没有维基解密”对此维基解密对knight基金是否真的期望改变表示质疑。一个Knight基金的发言人反驳了维基解密声明的几个部分，说“维基解密未被Knight员工推荐给委员会。”然而，他拒绝透露维基解密是否具有Knight顾问团的最高得票率，该顾问团没有编辑，他们之中还有记者Jennifer 8. Lee，已经与新闻界在社会网络工作网站上完成了对维基解密的公关工作。
2010年，维基解密在PayPal上收到€635,772.73捐款，少于€30,000的PayPal使用费，在2010年，还有€695,925.46来自银行转账。12月总计收到€500,988.89，12月后之后由于PayPal的封杀，银行转账成为了收入的主要来源。剩余的€298,057.38在4月被收到。
Wau Holland Foundation基金，维基解密一个主要的募资渠道，宣布他们在2009年十月和2010年12月间收到了超过€900,000的公众捐款，其中超过€370,000已经交给了维基解密。Hendrik Fulda，Wau Holland Foundation基金的副董事长，在PayPal封杀维基解密前提到该基金已经收到了两倍于维基解密收到的来自PayPal的捐款。维基解密的解密行动需要“一系列的支持”，该基金曾在维基解密开始发布外交电报后数周内成为其最强力的支持。
2011年6月15日，维基解密开始接受Bitcoin的捐款。

## 文件公開

### 2006–08
2006年12月，维基解密發佈了它創建以來的第一份文件，由索馬里反對派領導人謝赫耳·哈桑·達赫·阿威斯簽署的一份「秘密文件」，聲稱將對政府官員處以死刑，因為他們僱傭「罪犯」來襲擊他人。這份文件是在中國黑客通過Tor網絡傳送的信息中找到的。2007年11月，一份2003年版详述美军在关塔那摩监狱对待囚犯行为的Delta集中营标准操作程序被公布。這份文件曝光了一些囚犯被限制進入國際紅十字委員會接受治療等的做法，而美軍曾再三重申他们反對這種做法。2008年2月，维基解密发布了有关瑞士银行Julius Baer在开曼群岛岛堤建设中的进行非法活动的文件，该事件迫使该银行起诉维基解密并获得暂时关闭wikileaks.org的禁令。加州法院曾使维基解密的服务提供商在2008年二月18日屏蔽了该网站的域名（wikileaks.org），虽然该银行本来只希望让那些文件被删除但是维基解密错过了私下交涉的机会。网站的镜像被其支持者迅速建立。同时就在这个月，法院引用宪法第一修正案中的对于司法裁判权的关切，推翻了它先前的决定。2008年3月，维基解密发布了被他们称作“山達基的集密圣经”，三天后他们收到数封信件威胁要控告维基解密侵犯其版权。2008年9月，2008年美国总统选举期间，莎拉·佩林（共和党总统候选人約翰·麥凱恩的競選搭檔）的Yahoo邮箱被匿名者成员窃取，内容亦发布在维基解密上。2008年11月，英国国家党成员名单短暂地出现在一个博客上后被张贴在维基解密上。一年后，2009年十月，另一份BNP的成员名单被解密。

### 2009
2009年1月，维基解密公布了86份卷入2008年秘鲁石油丑闻的秘鲁政治家和商人的电话窃听记录。2月，维基解密发布了委员会研究服务报告，紧接着3月，参议院Norm Coleman选战的捐款人和一系列Barclays Bank的文件（文件曾被卫报要求在网站删除）。7月，它发布了一份涉及一起曾于2009年发生在伊朗的Natanz核工厂的严重核事故。之后的报道把这起事件与Stuxnet蠕虫病毒相提并论。
8月，在冰岛的银行崩溃不久前，来自Kaupthing Bank的内部文件被解密，该事件导致了2008-2011年冰岛金融危机。文件显示似乎有大量资金被带给许多银行所有者，同时大量债务被抹掉。10月，Joint Services Protocol 440，一份英国的建议证券服务如何避免洩密的文档被维基解密曝光。不久后，一份曾被物流公司Trafigura用于停止卫报在一次有关象牙海岸的有毒倾销事件内部洩露文件的报道中的禁令被宣布。11月，它为气象学家间交流的电子邮件做了备份，即使他们最初未被解密者告诉维基解密。它又发布了57,000份在九一一袭击事件发生之日拦截的寻呼信息。在2008年到2009年间，维基解密发布了的澳大利亚、丹麦和泰国的禁止或非法网站地址。这些屏蔽最初是为了保护儿童远离色情信息以及阻止恐怖主义，但是这份解密显示还有其他一些与此无关的网址同样在列。

### 2010
2010年二月中旬，维基解密收到来自美国雷克雅未克大使馆涉及Icesave丑闻的外交电文，该电文在2月18日被公布。这份被称之为雷克雅未克13的电文，该电文是美军士兵布拉德利·曼寧提供给维基解密的加密文件中的第一份。2010年3月，據報有一份由美國軍方反諜報機構在2008年製作的軍方機密報告稱，维基解密網站的行為已經對美國軍方機構的「情報安全和運作安全」構成了嚴重的威脅。這份機密報告稱，該網站上洩漏的一些機密可能會「影響到美國軍方在國內和海外的運作安全。」該報告是在3月15日被洩露到了網上。
4月，一段2007年7月12日美军两架AH-64阿帕奇直升机在巴格达进行空中打击的加密视频被维基解密以“附带谋杀”（Collateral Murder）的标题发布。视频中显示包括两个路透社雇员在内的人群在被飞行员认定携带武器后遭到机炮扫射（视频上指明那实际上只是照相机），而之后路过帮忙救助伤员的一辆面包车也遭到攻击，在场人员除了车上两个孩子重伤外无一生还，而飞行员在整个过程中兴致亢奋并毫无愧疚感。周中，紧接着这次发布，“维基解密”成为谷歌趋势中世界范围内搜索量上升最快的关键词。2010年六月，曼宁在其聊天日志被前黑客阿德里安·拉莫交给当局后被拘捕，后者曾吐露真相。曼宁被曝曾告诉拉莫他曾经泄露过“附帶謀殺”视频，此外还有Granai airstrike和大约26,000份外交电文给维基解密。
7月25日，维基解密通過英國德國《明鏡》和美國《紐約時報》公佈了92000份美軍有關阿富汗戰爭的軍事機密文件。7月末，一份1.4G的“安全文件”被添加到阿富汗战争日志页面，虽然并没有表明用途，但普遍认为如果阿桑奇受到任何伤害或维基解密遭受攻击，该文档的密钥就会被公布。2010年8月25日，维基解密再度發表一份美國中央情報局的分析備忘錄，裡面主要是述及「如果恐怖分子號召美國公民在美國組織攻擊活動並作為攻擊基地，會有何相關影響」。10月，紧接着阿富汗战争机密文件洩露的消息，391,832份有关伊拉克战争的文件被发布。BBC引述五角大楼的话，把伊拉克战争日志称为“历史上最大的维基解密文件。”媒体报道了这些有关美国政府在2003年对伊拉克当局严刑逼供行为放任不管的秘密文件。

#### 洩露美國外交電報
2010年11月28日，维基解密洩露和西班牙（国家报）、法国（世界报）、德国（镜报）、英国（卫报）和美国（纽约时报）的五家媒体开始同时公布251,287份来自美国遍布全世界的274个大使馆发给美国国务院的自1966年12月到2010年2月28日秘密（不包括最高机密）文傳電報中的第一批220份。维基解密计划在数月时间内发布该文件的完整版本。。外交電報涉及许多美国关注对象以及其外事人员盲目的评论：来自数量众多的使馆对于其所在国的评论和褒奖；应对气候变化的政治动作；结束中东持续的紧张局势的讨论和解决方案；核裁军的成果和阻力；反恐行动；对世界其它威胁的评估；与诸国的交易；美国情报和反情报部门成果；以及其他外交活动。包括中東、伊朗、朝鮮半島問題、中國官方黑客入侵事件和美國外交官員對一些國家元首的直白評價等。外界对维基解密这一行为褒贬不一，有僵硬的批判、预期或者褒奖，也有沉默。随之到来的对美国政府的评价也多种多样，包括嘲笑，同情，迷惘和惊愕。2010年12月14日，美国司法部以提供用户注册信息或与维基解密为由传唤Twitter。突尼斯政府的倒台被部分归因于解密电文中对其政府腐败行为的揭露。

### 2011–12

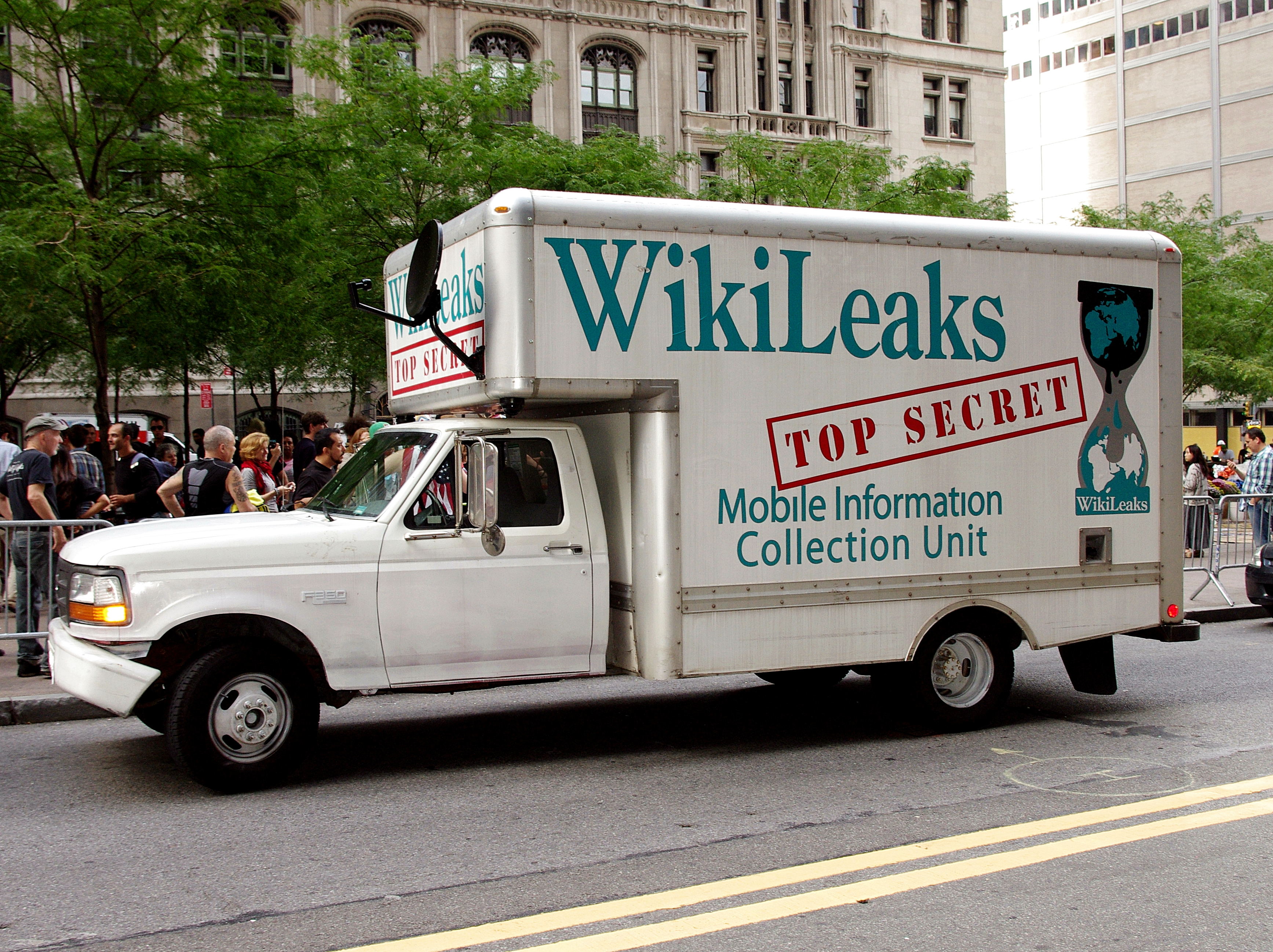
2011年9月25日占领华尔街运动期间，一辆漆有维基解密标志的卡车停在华尔街路边。

在2011年4月末，文件中涉及的关塔那摩监狱的囚犯得以释放。2011年十二月，维基解密开始发布Spy Files。2012年2月27日，维基解密开始发布超过五百万份来自德州总部的“全球情报”公司Stratfor的电子邮件。
2012年6月5日，维基解密开始公布叙利亚文档，其中包括超过两百万的来自叙利亚政治领袖、部长和相关公司的电子邮件，时间由2006年8月到2012年3月。

### 2013
2013年7月1日，维基解密协助曝光棱镜事件的爱德华·斯诺登逃亡。斯诺登用美国国家安全局秘密文件，揭露美国非法监控全球各国民众和领导人，而被美国通缉。

### 2015
2015年4月17日，维基解密曝光了索尼和苹果公司多个合作协议。2014年，索尼的子公司索尼影视娱乐内网遭到黑客攻击，大量机密外泄，索尼陷入被动；此次维基解密再度公开了被盗信息，更多的商业机密被曝光，包括和苹果公司多个合作项目；其中显示，苹果公司和索尼曾经协商电影商品植入合作。
2015年6月23日，法國《解放報》依據維基解密文件報導，美國國家安全局至少在2006年到2012年5月陸續竊聽3位法國總統雅克·希拉克、尼古拉·萨科齐、弗朗索瓦·奥朗德；報導表示，雖然這些文件被列為最高機密，但並沒揭露太多法國國家機密，只是顯示美國國家安全局對法國很有興趣。
2015年7月4日，維基解密公布美國國家安全局要求美國情報人員監控的29組巴西政府電話號碼名單，監聽目標包括總統迪爾瑪·羅塞夫、總統助理、總統秘書、總統幕僚長、總統府、總統專機。
2015年7月31日，維基解密公布美國國家安全局文件，美國暗中監聽日本政壇大佬、日本銀行總裁、以及包括三菱集團在內的日本大型財團等至少35個目標。

### 預告下次洩露文件
在2010年7月，在接受Chris Anderson的采访采访时，阿桑奇拿出了一份关于阿尔巴尼亚的井喷事故的文件，并说他们有来自BP内部的资料，同时还“得到了大量的高质量的泄密”，但是他补充道维基解密还不能核实和发布这些材料，因为他们没有足够的志愿记者。
2010年10月，阿桑奇向莫斯科一家主要报纸透露，“克里姆林宫将在新一波的文件泄密风潮中受到庇护”。阿桑奇随后说：“我们有许多关于商业和政府的材料，包括俄罗斯。现在还不是把精力放在俄罗斯身上的时候。”
在2009年计算机世界的采访中，阿桑奇宣称拥有“来自美国银行5G的资料”。2010年阿桑奇告诉福布斯杂志，2011年初维基解密将计划另一个“megaleak”，内容涉及“一个美国的大银行”并且揭露了一个“腐败的生态系统”。消息放出，美国银行的股价受此影响下跌了3%。阿桑奇对这此次发布的可能造成的影响评价道“它可能使一两家银行关闭”。
2010年十二月，阿桑奇的律师Mark Stephens向BBC电视节目The Andrew Marr Show透露，维基解密已经得到非常机要的文件，组织情况危急时将会将其公诸于众。
2011年一月，前瑞士银行家Rudolf Elmer把2000个重要人物的包含账号细节的数据交给了阿桑奇，此人将在其公开露面之前接受审查。
阿桑奇聲稱，他們一般都會在文件公開前儘可能通知文件中涉及到的人物，但是難免還是會造成一些傷害。

## 内部冲突

### 重建
一些支持者当维基解密由一个交互式维基模式变为一个组织权力集中的模式时开始不悦。“关于”页面最初说：
对于使用者，维基解密看起来将非常相似于维基百科。任何人都能在上面发布信息，并编辑它。不需要任何技术知识。解密者能匿名张贴文档不留踪迹。使用者能公开讨论和分析他们的真实性和可信度。使用者能讨论其解释，内容并协力策划后发布。使用者能阅读并写下有关泄密的背景材料和内容的解释文章。关联政治的文件和真实度将被数千人传播出去。
然而，维基解密设立了一个仅允许“政治、外交、历史或合乎伦理的兴趣”的文档的编辑政策（还排除了已经公开可见的材料）。这与认为对于机密记录不加区别或者自动化的无编辑政策会使好的材料被挤开并难以被发现的早期评论家的观点相协调。
按照FAQ的最初承诺，它并非不再可能让任何人张贴或编辑。相反，文件的上交被内部审阅工序控制并有部分被发布出来，然而文件不符合编辑的评判标准导致不被发表的情况遭到了匿名的维基解密评论家的批驳。2008年，修订后的FAQ陈述道“任何人都能张贴评论。使用者能公开讨论文档并分析其可信度和真实度。”在2010年重新发布后，在维基解密上发表新评论就无法实现了。

### 背叛

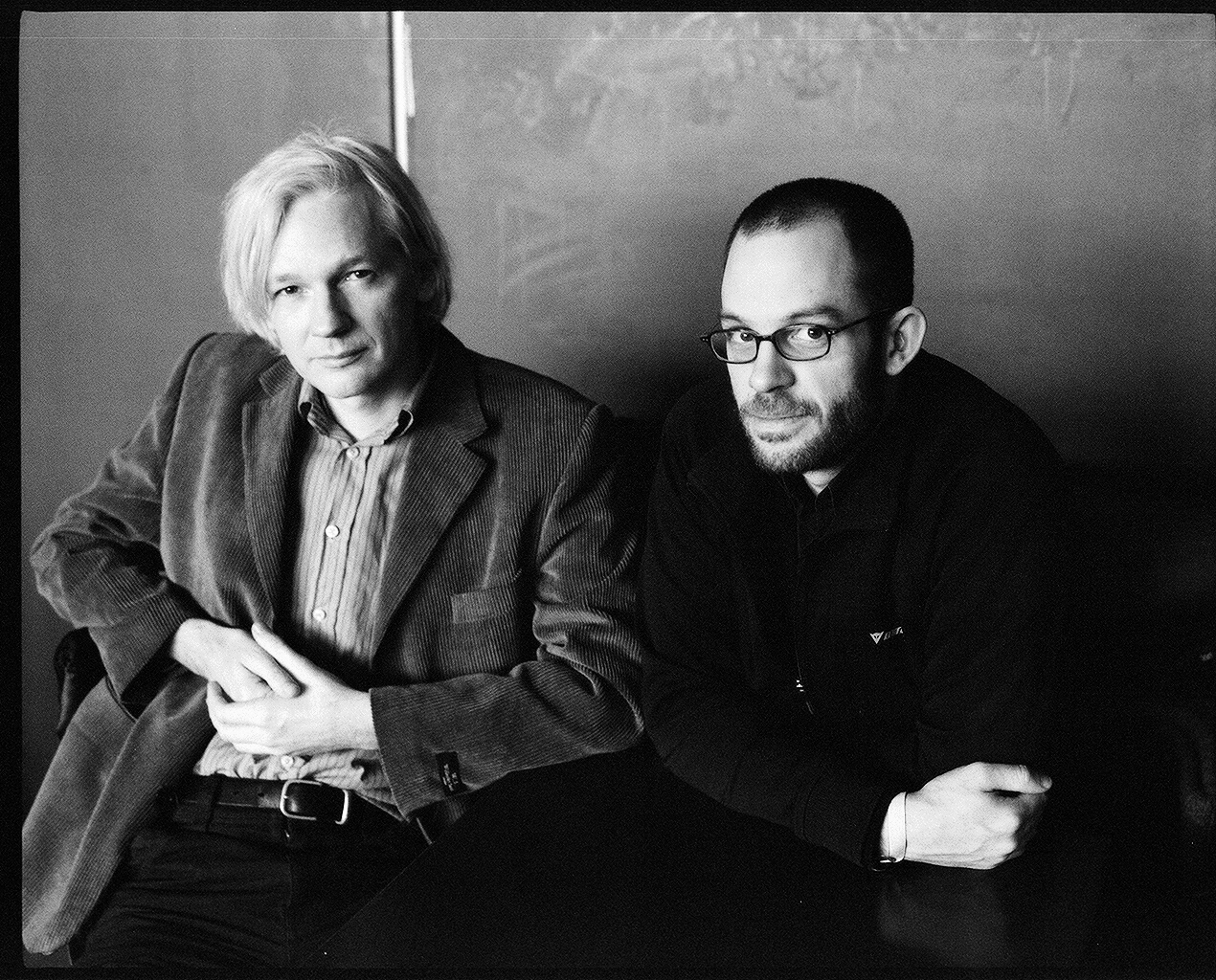
阿桑奇（左）与丹尼尔·多姆沙伊特-伯格。丹尼尔·多姆沙伊特-伯格被解职后，创建了一个与维基解密竞争的网站OpenLeaks。

在维基解密内部，其建立者、发言人阿桑奇与该网站的前任德国代表丹尼尔·多姆沙伊特-伯格存在公开的分歧，后者被阿桑奇解职。多姆沙伊特-伯格在2010年宣布因为在管理方面的内部冲突他将离开该组织。
阿桑奇以“不忠、抗命、破坏团结”为由解职后，德国发言人丹尼尔·多姆沙伊特-伯格告诉《镜报》他将辞职，并称“维基解密存在一种结构上的问题。我不再想为他效劳，那也是为什么我将放弃这个计划”。多姆沙伊特-伯格指控阿桑奇泄密给新闻周刊，声称维基解密团队对阿桑奇的领导方式和处置对阿富汗战争文档发布的方式不满。多姆沙伊特-伯格带着一小部分人建立了OpenLeaks.com（公開解密），一个拥有不同管理和文件发布方式的新的解密组织和网站。
离开时丹尼尔·多姆沙伊特-伯格从维基解密服务器中复制了3,500份未公布的文档，并在之后将其中的大部分删除，文档中包括美国“禁飞区清单”、来自20个右翼联盟的内部消息、维基解密声明中提及的5GB来自美国银行的资料，以及20个新纳粹主义组织内部的交流和美国对“超过一百个网络公司”的窃听信息。多姆沙伊特-伯格的书中写到：“这些天，我们等着朱利安重建安全性，如此我们才能把材料返还给他。”2011年8月，多姆沙伊特-伯格永久地删除了这些文件。他对此的解释是“为了确保信息源不被连累”。
Herbert Snorrason，一个25岁的冰岛大学学生，在挑战阿桑奇解雇多姆沙伊特-伯格的决定后从维基解密辞职并率直地指责阿桑奇。冰岛下议院议员比爾基塔·瓊斯多蒂爾也离开了维基解密，还提到了其透明度的缺失，结构的缺失，以及组织内极其缺乏的成员间交流。按独立报所述，至少十二个维基解密的关键支持者在2010年离开了维基解密。

## 与维基媒体基金会無關聯
維基解密的名稱雖然有Wiki一詞，但與維基媒體基金會無關聯。中文詞彙的「維基™」是維基媒體基金會的專有商標，英文“wiki”则是一个仅属于技术范畴的词汇。最初舆论中产生的误解（认为维基百科与维基解密互为姊妹），仅仅是由于维基解密成立初期与维基百科采用了同一套wiki引擎MediaWiki。
維基百科創辦人吉米·威爾士曾譴責维基解密，稱其「不負責任地將所有信息都公開，這種做法可能會導致一些人喪命」；並認為维基解密會出名是因為用了「維基」這個詞，然而「他們並不是維基模式」。

## 回应和压力

### 媒体的反击
中国大陸记者师涛因为公布官员下发的一份关于六四事件15周年维稳的通知邮件，而于2005年被判入狱10年时，《纽约客》的一份报道对此评论说：
维基解密的活动家们中有的人拥有可用作Tor系统节点的服务器。数以百万计的秘密通信从此流过。活动家发现来自中国大陸的黑客也在用这个网络系统收集外国政府的信息，于是也开始纪录这些流通信息。当中只有一小部分被公布在维基解密网站上，但是最初的一批文件成就了这个网站，阿桑奇就可以说：“我们收到了来自十三个国家的超过一百万份文件”。——Raffi Khatchadourian，The New Yorker
Archive.today的存檔，存档日期2013-03-17
阿桑奇就该网站最初的阶段是靠窃听中国大陸黑客起家的说法回应道：“这种责难是不正确的，事实是：2006年，我们的一个联络人卷入了针对中国间谍的调查中，我们发布了一些不算多也不算少的相关文档。一些中国间谍盯上的非政府组织，比如西藏人的协会，是由我们借此提醒他们的。”

### 各個政權的態度

#### 美国
- 在2010年洩露美国外交电报时，维基解密网站每天持续受到DDoS攻击，维基解密推特稱這些攻擊由美国政府主导。维基解密网站的亚马逊（Amazon）网站托管服务、PayPal转帐服务皆被终止，EveryDNS也終止了「wikileaks.org」的域名服务[189]。
- 美國同时禁止聯邦政府僱員與特約員工閱讀維基解密披露的账号檔案，並通知部份大學生不要散播機密檔案[190]。

#### 中国大陸
- 中華人民共和國外交部敦促美国解决洩密问题[191]。
- GreatFire.org数据显示防火长城从2016年11月起屏蔽此网站的HTTPS访问[192]，而对HTTP访问的屏蔽在2013年前就存在[193]。维基解密自称中国从2007年1月开始实施屏蔽，对此，他们认为这些措施「暴露了中国当局对基本人权的蔑视和对真相的恐惧」[194]。

#### 俄罗斯
- 维基解密曾威胁准备公佈俄罗斯的秘密。但俄罗斯对外情报局官员发出强硬声明称，维基解密网站如果披露俄罗斯机密，将会永远消失[195]。

## 法律责任
- 澳大利亚联邦警察对维基解密及阿桑奇进行调查，维基解密公布数十万美国秘密外交文件违反了澳大利亚的法律[196]。
- 美国政府警告要起诉洩漏外交情报的人员[197]。

## 批評
伊朗高级人权理事会秘书长拉里贾尼（Mohammad Javad Larijani）指出，维基解密对美国外交机密的表面攻击，实际上是一场狡猾的阴谋。拉里贾尼称：“他们公布这批文件，是为减轻世界公众舆论对美国施加的压力。”“可能有10%左右的文件是真实的，譬如针对各使馆的密电；但即使这些文件也价值普通，未包含任何不同寻常的内容。”
2010年8月，维基百科创始人吉米·威爾斯批评，维基解密准备公布所有获得的美军机密资料的行为是不负责任的，这样会导致无辜人员受到生命威胁。维基百科另一创始人拉里·桑格在Twitter发言称，维基解密不仅是美国政府的敌人，更是美国民众的敌人。
《Reason》资深编辑麥可·C·莫尼漢（Michael C. Moynihan）批评维基解密创始人阿桑奇及其支持者“非黑即白”的思维方式，特别指出阿桑奇本人把任何批评者都当作是政府、大公司或中央情报局的傀儡。莫尼漢还指责维基解密的工作方式不透明。俄国《新报》记者尤莉雅·拉提妮娜（Yulia Latynina）质疑，维基解密为何要雇用反犹并否认猶太人大屠殺之历史的以色列·夏米爾（Israel Shamir）作为和俄国媒体接洽的代表人。
《华尔街日报》专栏作家G. Crovitz指责，维基解密追求的并不是信息开放，而是通过阻碍信息交流而肢解美国政府机构。
《每日电讯报》专栏作家Janet Daley以维基解密泄露了一份对美国家安全至关重要的设施清单为例，指责维基解密让无辜者成为恐怖袭击目标。Daley认为，维基解密不仅并未扩展言论自由，而且还是反民主的力量。
《大西洋月刊》批评，维基解密泄漏的文件打击了津巴布韦的民主运动，强化了专制力量；维基解密没有意识到，完全曝光机密文档会带来灾难。
维基解密前德国发言人、Openleaks创建者丹尼尔·多姆沙伊特-伯格指责维基解密背叛了初始原则，成为不中立的政治角色。多姆沙伊特-伯格还批评，维基解密的泄密方式创造了一个获取泄密资料的交易市场。多姆沙伊特-伯格在脱离维基解密时指责维基解密公开了阿富汗美军线人的身份。
普林斯顿大学历史学家西恩·威廉茲（Sean Wilentz）称，维基解密对透明与机密的理解是头脑简单的。
美国宪法第一修正案专家、曾在五角大楼文件案中为《纽约时报》辩护的佛洛伊德·阿布瑞姆（Floyd Abrams）认为，五角大楼文件案不能作为维基解密的案例援引。他批评，维基解密的泄密动机仅仅是认为“机密不该存在”，而不顾忌会不会破坏任何议程。他认为，维基解密的行为将给美国新闻界带来厄运：美国新闻自由将受到限制。

## 处境
外界對维基解密的看法褒贬不一。维基解密已经赢得了大量的奖项，包括在2008年审查索引颁奖仪式上颁发的经济学人杂志的新媒体奖和国际特赦组织的英国大奖。2010年，朱利安阿桑奇收到了山姆·亚当斯奖，还获得了《时代周刊》读者选择的年度人物提名。英国信息专员声称“维基解密是网络现象的一部分，得到了公民的授权”。在维基解密创立之初，一份呼吁停止以审判方式威胁维基解密的网络请愿书吸引了超过六万个签名，请愿书認為：维基解密在媒体中的支持者和越来越高的透明度，支持了新闻自由，并在挑战当权者时完善了其对民主的论述。
与此同时，数个美国官员批评了维基解密曝光加密文件的行为，并称该种泄密危害国家安全、还影响国际外交。一些人权组织期望维基解密能与国际力量合作，通过去掉人名的方式，使文件得以更早的发布。一些记者也批评维基解密未经充足分析就同时发布数万份文档的行为。
美國長期指控，維基解密是「非國家的敵對情報機構」，受俄羅斯操控。2017年4月13日，時任中央情報局局長邁克·蓬佩奧在战略与国际研究中心说：“維基解密的一言一行都跟敌对情报机构一样，他们鼓励其追随者在中情局寻找工作机会以获得情报，他们指示切尔西·曼宁窃取具体的秘密信息。維基解密绝大部分重点是针对美国，同时寻求其他民主国家和组织的支持。现在是揭露維基解密的时候了：这是一个经常有俄罗斯等国参与的非国家的敌对情报机构。”2019年4月15日，時任美國國務卿邁克·蓬佩奧在德州農工大學演講時說，在他擔任中央情報局局長時，「我們撒謊，我們欺騙，我們偷竊，我們還有一門課程專門來教這些，這些提醒我們美國是如何造就今日榮耀」。蓬佩奧的言論引起爭議，《零对冲》表示，中央情報局所做的事正是撒謊、欺騙與偷竊，對於中央情報局對中國大陸、俄羅斯與維基解密等的指控，「我們還應該相信他們嗎」。

## 延伸阅读
- Ampie, Guillermo Fernandez. . Havana Times. 2010-10-20  [2010-12-18]. （原始内容存档于2011-05-11）.
- Assange, Julian (et al).  (Video). University of California, Berkeley Graduate School of Journalism（英语：University of California, Berkeley Graduate School of Journalism）. 2010-04-18  [2010-12-18]. （原始内容 (MP4)存档于2010-12-17）.
- Conway, Drew. . R-bloggers.com. 2010-08-17  [2010-12-18]. （原始内容存档于2010-12-22）.
- Garfield, Bob. . On The Media（英语：On The Media） (WNYC). 2009-03-13  [2010-12-18]. （原始内容存档于2010-12-18）.
- Sifry, Micah L. . Berkeley, CA: Counterpoint. 2011  [2012-07-22]. ISBN 978-1-58243-779-8. （原始内容存档于2011-11-07）.
- . BBC News. 2011-04-25  [2011-05-21]. （原始内容存档于2011-05-18）.
- . Time (New York).   [2010-12-19]. （原始内容存档于2010-12-18）.
- Star, Alexander. . The New York Times. 2011  [2012-07-22]. ISBN 978-0-615-43957-0. （原始内容存档于2012-03-05）.
- . Reuters.   [2010-12-18]. （原始内容存档于2010-12-18）.
- Wikileaks.  (M4V) (Video). Berlin: 25th Chaos Communication Congress. 2008-12-30  [2010-12-18]. （原始内容存档于2009-06-13）.
- Jay, Paul; Ellsberg, Daniel; Shirky, Clay; Singham, Neville Roy; Thiel, Peter; Zittrain, Jonathan.  (Video). San Jose, CA: The Real News（英语：The Real News）. 2011-01-21  [2012-07-22]. （原始内容存档于2012-10-08）.
- Ellsberg, Daniel.  (Video). The Real News. 2011-01-24  [2012-07-22]. （原始内容存档于2012-02-29）.
- Geoffrey R. Stone, Judith Miller, Gabriel Schoenfeld, Richard Posner.  (Video). American Academy of Arts and Sciences. 2011-11-12.[永久]

## 外部連結
- 官方网站
- 維基解密的X（前Twitter）
- 維基解密的Facebook專頁
- WorldCat 聯合目錄中維基解密的著作或與之相關的著作